# Roman sentimental (XVIIIe siècle)
Pour l’article homonyme, voir Roman d'amour.
Le roman sentimental (de l'anglais sentimental novel) ou roman de sensibilité est un genre littéraire du XVIIIe siècle qui célèbre les concepts émotionnels et intellectuels du sentiment, du sentimentalisme et de la sensibilité. Le sentimentalisme, qu'il faut distinguer de la sensibilité, était à la mode dans la poésie et la fiction en prose du début du XVIIIe siècle.
Il est intéressant de savoir que l'existence du genre dit « sentimental » est confirmé en 1821, par l’intermédiaire d’une œuvre réalisée par le libraire Nicolas-Alexandre Pigoreau, le Dictionnaire des romanciers tant anciens que modernes, tant nationaux qu’étrangers. En effet, le libraire entreprend dans son inventaire romanesque, l’étude d’un large panel d’écrits de voyage, par exemple le célèbre Voyage sentimental à travers la France et l’Italie de Sterne (1768), mais également ceux de divers autres auteurs du (XVIIIe). Son travail met en lumière certaines caractéristiques supposées de genre « sentimental », notamment « la fécondité d’imagination, la beauté du sentiment, la prédilection pour les situations pathétiques, la morale pure ».
Les romans sentimentaux s'appuient sur les réactions émotionnelles de leurs lecteurs et de leurs personnages. Ils comportent des scènes de détresse et de tendresse, et l'intrigue est arrangée pour développer à la fois les émotions et les actions. Le résultat est une valorisation du « sentiment de finesse », dépeignant les personnages comme une source d'émotion raffinée et sensible,.  L’idée de « passer d’un savoir lire à un savoir vivre » via des lectures de romans sentimentaux traduit sa « finalité didactique ». En effet, l’univers fictif que les romanciers peignent de leurs plumes dans ces romans, permet de former moralement les lecteurs qui s’y adonnent, à l’aide « des modèles ou des contre-modèles » contés, illustrant les passions et le danger de certaines relations. Le roman sentimental informe ainsi sur « le bonheur qui récompense la vertu et le malheur qui accompagne toute transgression », ce qui sonne comme une leçon.
Le roman sentimental est en un sens le théâtre d’un « topique sentimental, que l’on peut retrouver dans diverses combinaisons romanesques » dans lesquelles l’Amour possède toujours du sens, malgré l’ambiguïté que peut prendre sa forme.
Il est important de noter que ce genre littéraire a connu de nombreuses évolutions, notamment durant la Révolution, qui ont permis à de nombreux auteurs du XVIIIe au XIXe siècle, tout en gardant les relations amoureuses comme fondement, de varier dans ces histoires le contenu des formes, des passions, des lieux, des personnages, tout en « peignant l’ordinaire des vies individuelles et en y recherchant l’impact de la grande Histoire ».
Nombreux et nombreuses sont les romanciers sentimentaux et romancières sentimentales célèbres, comme Rousseau, Goethe, Diderot, Madame de Staël ou encore Madame de Genlis, mais d'autres ne sont que peu voir pas connus, c'est le cas de Émilie Toulongeon, (épouse de François Emmanuel Toulongeon) qui a écrit Lettres de la Vendée, un roman épistolaire sentimental.